# Славний (Тверська область)
Славний (рос. Славный) — селище в Торжоцькому районі Тверської області Російської Федерації.
Населення становить 975 осіб. Входить до складу муніципального утворення Будовське сільське поселення.

## Історія
Від 2005 року входить до складу муніципального утворення Будовське сільське поселення.

## Населення
| 1859 | 1997  | 2002  | 2008 | 2010 |
| ---- | ----- | ----- | ---- | ---- |
| 77   | ↗1083 | ↘1013 | ↘983 | ↘975 |